# 老岸话
老岸话，通常指位于江苏省靖江市北部及东部居民的方言，属于吴语系的一种。靖江是由长江中的沙洲“马州”，逐渐发育成陆地，早期发育的沙洲，先和陆地相连，称为“老岸”。随着沙洲的发育，新生成的陆地被称为”沙上“。讲老岸话的属于早期移居靖江的人群，称”老岸人“；和老岸话对应的沙上话，是靖江西部和南部，靠近沿江一带的居民的方言，和扬中话一样，属于江淮官话的一个分支。讲”沙上话“的人群被称为”沙上人“。两种截然不同的方言，反应了靖江从长江中的沙洲发育成陆地的变迁。